# Willibald Scholz
Willibald Oscar Scholz (* 15. Dezember 1889 in Greiz; † 7. August 1971 in München) war ein deutscher Psychiater und Neuropathologe, der als Arzt und Hirnpathologe in die Krankenmorde in der Zeit des Nationalsozialismus verwickelt war.

## Leben
Willibald Scholz war Sohn des Kaufmanns Rudolf Oscar Scholz und dessen Ehefrau Marie Therese Zschäck. Nach der Reifeprüfung am Realgymnasium in Plauen absolvierte er ein Medizinstudium an den Universitäten Tübingen, München und Jena und wurde 1914 mit einer Dissertation aus dem Bereich der Augenheilkunde zum Dr. med. promoviert. Er wurde während seines Studiums 1909 Mitglied der Tübinger Burschenschaft Derendingia. Nach Ausbruch des Ersten Weltkrieges leistete er als Sanitätsoffizier Kriegsdienst im Deutschen Heer.
Ab 1919 war er unter Robert Eugen Gaupp Assistent an der Psychiatrischen Universitätsklinik in Tübingen und habilitierte sich dort 1925 mit einer neuropathologischen Untersuchung für Psychiatrie und Neurologie. Nach der Habilitation wirkte er als Privatdozent an der Universität Tübingen und wechselte 1926 an die medizinische Fakultät der Universität Leipzig, wo er unter dem Leiter der Psychiatrischen Universitätsklinik Paul Schröder als Oberarzt beschäftigt war. 1930 wurde er außerordentlicher Professor für Psychiatrie und Neurologie an der Universität Leipzig.
Durch seinen Lehrer Walther Spielmeyer, über den er sich bereits 1920 während eines halbjährigen Forschungsaufenthalts an der Deutschen Forschungsanstalt für Psychiatrie (Kaiser-Wilhelm-Institut) der Neuropathologie in München zugewandt hatte, wurde er 1931 als Stipendiat der Rockefeller-Stiftung an diese Einrichtung berufen. Zudem wirkte er an der Universität München als außerordentlicher Professor für Psychiatrie und Neurologie. 1935/36 wurde er Spielmeyers Nachfolger als Direktor des Hirnpathologischen Instituts der Deutschen Forschungsanstalt für Psychiatrie. Er forschte zu erblich bedingten Stoffwechselerkrankungen des Zentralnervensystems und den Folgeerscheinungen von Epilepsie, Hypoxie und Röntgenstrahlen auf das Gehirn. 1937 führte ihn eine Vortragsreise durch Länder Europas, Amerikas und Asiens. Ab 1938 gehörte er dem Kuratorium des Kaiser-Wilhelm-Instituts für Hirnforschung an.
Während des Zweiten Weltkrieges war Scholz an der Berliner Militärärztlichen Akademie eingesetzt und als beratender Militärpsychiater. Scholz war kein Parteimitglied und Äußerungen im Sinne der nationalsozialistischen Gesundheitspolitik durch ihn sind nicht bekannt. Für das Reichsluftfahrtministerium führte er 1941 jedoch einen Forschungsauftrag über „Die Wirkung des Sauerstoffmangels auf das Gehirn“ durch. Von 1940 bis 1944 wurden im Hirnpathologischen Instituts der Deutschen Forschungsanstalt für Psychiatrie die Gehirne hunderter Opfer der NS-Euthanasie, die größtenteils aus der Heil- und Pflegeanstalt Eglfing-Haar bei München, aber auch aus der Anstalt Kaufbeuren, eingingen, neuropathologisch untersucht. Die Verbindung zur Heil- und Pflegeanstalt Eglfing-Haar bestand über den Mitarbeiter von Scholz Hans Schleussing, der dort die Prosektur leitete.
Nach Kriegsende folgte er dem im November 1945 aufgrund seiner NS-Belastung suspendierten Ernst Rüdin als Geschäftsführer der Deutschen Forschungsanstalt für Psychiatrie nach und führte die Einrichtung Ende März 1954 in die Max-Planck-Gesellschaft. Die in Max-Planck-Institut für Psychiatrie umbenannte Einrichtung wurde in ein von Werner Wagner geleitetes Klinisches Institut und ein durch Scholz geleitetes Hirnpathologisches Institut gegliedert. Dort wirkte er bis zu seiner Emeritierung 1960. Nach Rüdins Tod im Oktober 1952 wurde Scholz am 3. November 1952 auch Dekan der Medizinischen Fakultät München. Er baute nach Kriegsende die Kontakte zu Neuropathologen und entsprechenden Einrichtungen im Ausland wieder auf. Scholz war Autor und Herausgeber diverser Fachbücher und -aufsätze sowie Mitherausgeber der Fachzeitschriften Archiv für Psychiatrie und Zentralblatt für die gesamte Neurologie und Psychiatrie.

## Auszeichnungen und Mitgliedschaften
- Wissenschaftliches Mitglied der Kaiser-Wilhelm-Gesellschaft (1936)[10]
- Wissenschaftliches Mitglied der Max-Planck-Gesellschaft (1950)[4]
- Mitglied der Leopoldina, Sektion: Psychiatrie, Med. Psychologie und Neurologie (1956)[3]
- Ehrenmitglied des Verbandes deutscher Neuropathologen und Neuroanatomen (1960)[3]
- Träger der Goldenen Kraepelin-Medaille (1966)[3]

## Schriften (Auswahl)
- Klinische und pathologisch-anatomische Befunde bei der Untersuchung von 109 Tränensäcken mit besonderer Berücksichtigung der Tuberkulose, Greiz 1914, (Jena, Med. Diss.)
- Klinische, pathologisch-anatomische und erbbiologische Untersuchungen bei familiärer diffuser Hirnsklerose im Kindesalter. Ein Beitrag zur Lehre von den Heredodegenerationen, 1925, (Habilitation für Neurologie und Psychiatrie an der Universität Tübingen)
- Walther Spielmeyer, J. F. Lehmanns Verl., München 1935
- Die Krampfschädigungen des Gehirns, Springer, Berlin / Göttingen / Heidelberg 1951 (Monographien aus d. Gesamtgebiet der Neurologie und Psychiatrie; H. 75)
- Deutsche Forschungsanstalt für Psychiatrie, Max-Planck-Institut, München, Lehmann, München 1953 (Münchener Medizinische Wochenschrift; Jahrgang 95., 1953, Nr. 12, Jub.Beil.)
- 50 Jahre Neuropathologie in Deutschland: 1885–1935, Thieme, Stuttgart 1961 (Herausgeber)
- Handbuch der speziellen pathologischen Anatomie und Histologie, Springer, Berlin [Mehrteiliges Werk] (Mitarbeiter)